# 聯營公車
聯營公車，一般是指於同一區域內經營公共汽車服務的汽車客運業者共同成立一個管理組織，由該管理組織統一設置站牌與候車設施、規劃公共汽車路線、整合路線編碼、設計票證與付費制度、訂立票價供各家汽車客運業者使用的公共汽車服務方式。如由十四家汽車客運業者組成的臺北市公車聯營管理委員會、十二家汽車客運業者組成的臺中市公車聯營管理委員會 。
兩家或兩家以上的汽車客運業者共同經營同一條公共汽車路線，也會稱為聯營，不過與聯營公車無關。
目前臺灣地區的由聯營公車方式經營的市區汽車客運以臺北市聯營公車營運的歷史最為悠久。